# Drissa Diakité (Fußballspieler)
Drissa Diakité (arabisch إدريسا دياكيته; * 18. Februar 1985 in Bamako) ist ein ehemaliger maliischer Fußballspieler. Er spielte als Mittelfeld- und Abwehrspieler in der Championnat National 3 beim korsischen Verein GC Lucciana. Mit der malischen Fußballnationalmannschaft nahm er an den Olympischen Spielen 2004 in Athen teil. Insgesamt trat er für die Nationalmannschaft zwischen 2004 und 2015 in 43 Spielen an und erzielte ein Tor.

## Karriere

### Jugend
Diakité wurde in Bamako, Mali geboren. Am Anfang seiner Karriere spielte er für Djoliba AC und den algerischen Club MC Alger.

### Nizza
Im Januar 2006 wechselte Diakité zum französischen Verein OGC Nizza. Die Ablösesumme wurde nicht genannt. In Nizze war er bei den Fans besonders beliebt, obwohl er öfters Foulspiel machte. Diakité gab sein Debüt für den Verein, als er bei einer 0:3-Niederlage gegen Olympique Marseille für Marama Vahirua eingewechselt wurde. In seiner zweiten Saison hatte er nur Diakité fünf Einsätze. Er machte einen Vertrag bis 2010, verlängerte
und die Saison 2010/11 brachte ihm einige Schwierigkeiten da er sich eine Verletzung zuzog.
Zum Ende der Saison 2011/12 endete seine Zeit in Nizza.

### Griechenland und Rückkehr nach Frankreich
Im Sommer 2012 wechselte er mit einem Einjahresvertrag zum griechischen Verein Olympiakos Piräus. Nach einem Jahr kehrte er wieder nach Frankreich zurück, er ging zum SC Bastia. Zuletzt spielte er bei GC Lucciana.

## Nationalmannschaft
Diakite war Teil der U-20-Nationalmannschaft Malis, die in der Gruppenphase der U-20-Fußball-Weltmeisterschaft 2003 den dritten Platz belegte. 2004 war er Mitglied der malischen Fußballnationalmannschaft bei den Olympischen Sommerspielen. Das Team kam ins Viertelfinale, wo es gegen Italien verlor und somit Rang fünf erreichte.

### Erfolge
- Bronze beim Afrika-Cup 2012 in Gabun.[13][14]